# 仮面天使ロゼッタ
『仮面天使ロゼッタ』（かめんてんしロゼッタ）は、円谷映像製作で1998年7月4日から9月26日まで毎週土曜日26：25 - 26：55の時間帯においてテレビ東京系で全13話が放送された特撮テレビ番組、および作品内に登場するヒロインの名称。

## ストーリー
万年係長の父・健一郎と明るい母・敦子を持つ平凡な女子高生・神あすかは、ある日、健一郎がとある女性にストーカーまがいの行為をしていることを知り、その女性を探り始める。だがその女性は4000年前から人類の敵として存在していたデュアトスと呼ばれる魔物であり、健一郎はそのデュアトスと戦う一族の末裔・神仮面ファラオンであった。デュアトスはファラオンの娘であるあすかを襲う。あすかを助けようと現れた健一郎も、あすかの前では変身できずに傷ついてしまう。絶体絶命のその時、あすかは血の宿命に目覚め、「ハザードフォーム」して仮面天使ロゼッタへと変身し、デュアトスを倒した。そして、自分の血の宿命を知ったあすかは、最初は戦いを拒否するも、やがて父と共にデュアトスと戦うことを決意するのであった。

## スタッフ
- スーパーバイザー：平山亨
- 脚本：増田貴彦、小池剛、前川淳、菅野弘、新間章正、畑澤和也、野添梨麻
- 監督：服部光則、高橋巖、広田幹夫、舞原賢三、清水厚
- 音楽：中川孝、西村卓也、高橋輝貴
- 主題歌
  - TM：「I FEEL YOU」（作詞：HIBIKI／作曲：KEN／歌：D-SHADE）
  - ED：「キズナ」（作詞：水原由貴／作曲、編曲：小澤正澄／歌：PAMELAH）
- デジタルエフェクト：志岐善啓
- CG協力：フォーカルポイント
- キャラクターデザイン：岡本英郎、寺島慎也
- アクション協力：倉田プロモーション
  - アクションプロデューサー：臼木基晴
  - スタントコーディネーター：髙橋伸稔
- 技術協力：映広
- プロデューサー：太田裕輝、藤井恭
- 企画：本田浩司（フォーサム）、畑澤和也（レイ・アップ）、今井朝幸（円谷映像）
- 制作：西国晃（フォーサム）、中田ルオ（レイ・アップ）、円谷粲（円谷映像）
- 製作：フォーサム、レイ・アップ、円谷映像

## キャスト
- 神あすか（仮面天使ロゼッタ）：吉井怜
- 神健一郎（神仮面ファラオン）：潮哲也
- 神敦子：樋口しげり
- 工藤夏美：菅原晶子
- 藤崎みどり：本多彩子
- 大文字課長：佐々木剛
- 安野部長：ひし美ゆり子
- 錠：加納竜

### スーツアクター
- 仮面天使ロゼッタ：永嶋美佐子[1]
- 神仮面ファラオン：永井正浩[1]
- 敵怪人：中村浩二、武安剛、関貴ノ進、大谷智子

## ホルス神の一族

### 仮面天使ロゼッタ
ロゼッタとは、神々からデュアトスを滅ぼす戦士の力「ハザードフォーム」を与えられたホルス神の一族の子孫である神家の女子が、神家に代々伝わるお守り「アンクロス」で「ハザードフォーム」することによって変身する仮面天使である。攻防一体の剣ガサールシェーントによるスピード戦を得意とする。
ガサールシェーント
ロゼッタとファラオンの背中に装着されている、円形の攻防一体の剣。ロゼッタは主にこれを使用して戦う。ファラオンはその力を制御し切れなくなったため、現在は使用していない。
ロゼッタ・シェーント
ガサールシェーントをブーメランのように投げつけ、敵を斬り倒す必殺技。
ロゼッタ・サーフィット
ガサールシェーントをS字型に変形させて敵を一刀両断する必殺技。
ロゼッタ・クイーン
ガサールシェーントをリボン状に変化させる攻撃。最後はリボンを硬質化させて敵を貫く。ミスター・バルーンを倒した。
エンドレス・イリュージョン
相手を幻惑する攻撃。マダムマンティスを翻弄した。
エンジェル・キック
空高くジャンプし、急降下キックを決める必殺技。最強の敵・魔人仮面デュアヌビスを倒した。

### 神仮面ファラオン
ファラオンとは、神家の男子が、神家に伝わる「アンクロス・アイ」で「ハザードフォーム」することによって変身する神仮面である。変身すれば、実際の年齢とは無関係に全盛期の肉体を得ることが可能。だが健一郎の場合、その負担に体が耐えられなくなってきているため長時間は変身できない。主に格闘戦を得意とする。
ゴッドウィン
羽根状の手裏剣。
ファラオン・ゴッド・パンチ
右手にエネルギーを集中して鉄拳を決める必殺技。

## 放送リスト
参照宇宙船YB 1999, p. 99
| 話数 | 放送日  | サブタイトル     | 登場デュアトス                                         | 脚本              | 監督     |
| ---- | ------- | ---------------- | ------------------------------------------------------ | ----------------- | -------- |
| 1    | 7月4日  | 仮面の天使       | - 吸血蝙蝠魔女ブラバット                               | 増田貴彦          | 服部光則 |
| 2    | 7月11日 | 血の宿命         | - 蠍魔人サンダレス                                     | 増田貴彦          | 服部光則 |
| 3    | 7月18日 | 心の覚醒         | - 女王蟻魔女ギサリアン                                 | 小池剛            | 高橋巌   |
| 4    | 7月25日 | 人間畑の悪夢     | - 蝶魔女アギナーサ                                     | 小池剛            | 高橋巌   |
| 5    | 8月1日  | 決戦の期末テスト | - 蟋蟀魔人ギリグラス                                   | 前川淳            | 広田幹夫 |
| 6    | 8月8日  | 戦慄の未亡人下宿 | - 蟷螂魔女マダムマンティス                             | 前川淳            | 広田幹夫 |
| 7    | 8月15日 | 迷子の死体       | - 蛙魔女フローゲル                                     | 菅野弘            | 服部光則 |
| 8    | 8月22日 | 仮の宿           | - 大百足魔人ハンドレッグ                               | 菅野弘            | 服部光則 |
| 9    | 8月29日 | 森の叫び         | - 鬼百合魔女エコレーヌ                                 | 新間章正          | 服部光則 |
| 10   | 9月5日  | バラ色の人生     | - 夢魔人ミスター・バルーン                             | 新間章正          | 舞原賢三 |
| 11   | 9月12日 | 赤い夕陽の港街   | - 青虎魔人ガルゼット                                   | 小池剛            | 舞原賢三 |
| 12   | 9月19日 | 宿命の対決       | - 毒蛇魔女コブラッド - 再生魔人 - 魔神仮面デュアヌビス | 小池剛            | 清水厚   |
| 13   | 9月26日 | 最期の日         | - 魔神仮面デュアヌビス                                 | 畑澤和也 野添梨麻 | 清水厚   |

## その他
- ロゼッタ、ファラオンのマスクはレインボー造形企画のメンバーによって制作された。が、粘土原型の段階でそれを見た前澤範（同社代表）が指南し、自らヘラを入れたという。また、スーツは予算の関係でロゼッタ、ファラオン各1つしかなく、アップ用・アクション用の区別が無い（ロゼッタのハイヒールブーツにアクション用の普通のブーツが追加された程度。）。スーツは毎回細かい補修を重ねて使用していた。
- 本作品はビスタビジョンサイズであるが、これはスタンダードサイズで撮影したものをトリミングしただけである。企画の畑澤和也曰く「カッコ良く見えることは何でもやっておきたかった」
- プロレス団体「レッスル夢ファクトリー」にて、円谷映像公認の下「仮面天使ロゼッタ」および「神仮面ファラオン」がプロレスラーとして登場している。
- 潮哲也をはじめ、佐々木剛ら往年の特撮ヒーローを演じた俳優が多数出演している[1]。
- 神健一郎の会社の同僚として企画者の畑澤和也がカメオ出演している。
- ファラオンとデュアヌビスの戦いは、アニメ「あしたのジョー」のジョー対力石戦のパロディである。
- 最終回のファラオンの台詞「花の色が、世の人の心を温めるように、人の愛はこの世を和ませ、温めるのだ。たとえ愚かで救いがなくとも、そんな人間を、私は愛さずにいられない」は、平山亨が書いたライオン丸新作案に寄せたシノプシスからのオマージュ。企画・脚本の畑澤和也は平山亨とも面識があり、大のライオン丸フリークとしても知られる。
- あすかが制服の冬服（ブレザー）を着たスチールが撮影されているが、本編では着用していない[2]。
- 本作品終了後、吉井怜の主演ドラマは2009年4月開始の「エゴイスト 〜egoist〜」（東海テレビ制作フジテレビ系）まで約11年間、単発を除き存在しなかった。